# Purificación de ácidos nucleicos mediante columnas de centrifugado

Sílice en una columna de espín con agua y con una muestra de ADN en el tampón caotrópico

La purificación de ácidos nucleicos mediante columnas de centrifugación o purificación con minicolumnas es un método de extracción en fase sólida para purificar rápidamente los ácidos nucleicos. Este método se basa en el hecho de que los ácidos nucleicos se unirán a la fase sólida de sílice en determinadas condiciones.

## Procedimiento
Las etapas del método son lisar, unión, lavar y eluir.  Concretamente, esto implica la lisis de las células objetivo para liberar los ácidos nucleicos, la unión selectiva del ácido nucleico a una membrana de sílice, el lavado de las partículas e inhibidores que no están unidos a la membrana de sílice, y la elución del ácido nucleico, siendo el resultado final un ácido nucleico purificado en una solución acuosa. 
Para la lisis, las células (sangre, tejido, etc.) de la muestra deben someterse a un tratamiento para romper la membrana celular y liberar el ácido nucleico. Dependiendo del material objetivo, esto puede incluir el uso de detergente u otros tampones, proteasas u otras enzimas, calentamiento a varios tiempos/temperaturas, o disrupción mecánica como cortar con un cuchillo u homogeneizador, usar un mortero y una maja, o batir con un molino de bolas. 
Para la unión, se añade un tampón químico a la muestra lisada junto con etanol o isopropanol. La muestra en la solución de unión se transfiere entonces a una columna de centrifugado, y la columna se coloca en una centrifugadora o se conecta al vacío. El centrifugado/vacío obliga a la solución a atravesar una membrana de sílice que se encuentra en el interior de la columna de centrifugado, donde bajo las condiciones iónicas adecuadas, los ácidos nucleicos se unirán a la membrana de sílice, mientras el resto de la solución pasa. Una vez que el material objetivo se ha unido, el flujo puede ser eliminado.
Para el lavado, se añade un nuevo tampón a la columna y luego se centrifuga/vacía a través de la membrana. Este tampón tiene por objeto mantener las condiciones de unión, al tiempo que elimina las sales de unión y otros contaminantes restantes. Por lo general, se realizan varios lavados, a menudo con porcentajes crecientes de etanol/isopropanol, hasta que el ácido nucleico de la membrana de sílice queda libre de contaminantes. El último "lavado" suele ser un paso en seco para permitir que el alcohol se evapore, dejando sólo los ácidos nucleicos purificados unidos a la columna.
Por último, la elución es el proceso de añadir una solución acuosa a la columna, permitiendo que el ácido nucleico hidrofílico salga de la columna y vuelva a la solución. Este paso puede mejorarse con sal, pH, tiempo o calor. Por último, para capturar el eluido/eluyente, la columna se transfiere a un microtubo limpio antes de un último paso de centrifugación. 

## Métodos relacionados
Incluso antes de los métodos de ácido nucleico que se emplean hoy en día, se sabía que en presencia de agentes caotrópicos, como el yoduro de sodio o el perclorato de sodio, el ADN se une al sílice, a las partículas de vidrio o a las algas unicelulares llamadas diatomeas, que blindan sus paredes celulares con sílice. Esta propiedad se utilizó para purificar el ácido nucleico utilizando polvo de vidrio o perlas de sílice en condiciones alcalinas. Posteriormente se mejoró utilizando tiocianato de guanidinio o cloruro de guanidinio como agente caotrópico. Para facilitar la manipulación, el uso de perlas de vidrio se cambió posteriormente por columnas de sílice. Y para permitir el uso de instrumentos de extracción automatizados, se desarrollaron perlas paramagnéticas recubiertas de sílice, más comúnmente conocidas como extracción con "perlas magnéticas".